# Ессекс (округ, Вірджинія)
Шаблон:StateAbbr_ 37°56′ пн. ш. 76°57′ зх. д. / 37.94° пн. ш. 76.95° зх. д.
Округ  Ессекс (англ. Essex County) — округ (графство) у штаті  Вірджинія, США. Ідентифікатор округу 51057.

## Історія
Округ утворений 1692 року.

## Демографія
За даними перепису 2000 року загальне населення округу становило 9989 осіб, зокрема міського населення було 2018, а сільського — 7971. Серед мешканців округу чоловіків було 4730, а жінок — 5259. В окрузі було 3995 домогосподарств, 2741 родин, які мешкали в 4926 будинках. Середній розмір родини становив 2,95.
Віковий розподіл населення поданий у таблиці:
| Стать    | До 15 років | 15-21 | 22-29 | 30-39 | 40-49 | 50-65 | 65-85 | Понад 85 |
| -------- | ----------- | ----- | ----- | ----- | ----- | ----- | ----- | -------- |
| Чоловіки | 923         | 399   | 388   | 680   | 730   | 878   | 678   | 54       |
| Жінки    | 992         | 375   | 439   | 741   | 791   | 920   | 830   | 171      |

## Суміжні округи
- Вестморленд — північ
- Ричмонд — північний схід
- Міддлсекс — південний схід
- Кінг-енд-Квін — південь
- Керолайн — захід
- Кінг-Джордж — північний захід

## Виноски
1. ↑  U.S. Decennial Census. United States Census Bureau. Архів оригіналу за 26 квітня 2015. Процитовано 2 січня 2014.
2. ↑  Historical Census Browser. University of Virginia Library. Архів оригіналу за 11 серпня 2012. Процитовано 2 січня 2014.
3. ↑  Population of Counties by Decennial Census: 1900 to 1990. United States Census Bureau. Архів оригіналу за 15 грудня 2013. Процитовано 2 січня 2014.
4. ↑  Census 2000 PHC-T-4. Ranking Tables for Counties: 1990 and 2000 (PDF). United States Census Bureau. Архів оригіналу (PDF) за 18 грудня 2014. Процитовано 2 січня 2014.
5. ↑  State & County QuickFacts. United States Census Bureau. Архів оригіналу за 7 червня 2011. Процитовано 2 січня 2014.(англ.) Наведено за англійською вікіпедією.
6. ↑  American FactFinder. Бюро перепису населення США. Архів оригіналу за 21 травня 2008. Процитовано 31 січня 2008.

| США | Це незавершена стаття з географії США. Ви можете допомогти проєкту, виправивши або дописавши її. |